# Selena Tan
Selena Tan (nascida em 1971) é uma atriz e roteirista de Singapura, reconhecida por fazer parte do trio cômico Dim Sum Dollies, por sua aparição no filme de Jon M. Chu, Crazy Rich Asians e por escrever os roteiros para diversas outras obras. Em 2000, Tan fundou a Dream Academy, responsável pela produção de shows ao vivo.

## Vida pregressa
Tan nasceu no ano de 1971 em Cingapura, filha do coronel do exército Charles Tan e da empresária Daisy Lim. Ela é a mais velha entre cinco irmãos. Estudou na escola Metodista Fairfield e no Colégio Raffles Children's e se formou em direito pela Universidade Nacional de Singapura.
Ela começou a atuar aos catorze anos e recebeu treinamento da dramaturga e atriz Christina Sergeant. Tan também apareceu em produções escolares e peças comunitárias até seus últimos anos de estudante. Também atuou em peças teatrais enquanto trabalhava em período integral como advogada em litígios em geral.

## Carreira
Em 1997, Tan parou de praticar direito para se dedicar totalmente na área do entretenimento. No ano seguinte, ela apresentou seu programa de comédia ao vivo Selena Exposed!. Low Guat Tin, diretor do Instituto Nacional de Educação, ficou impressionado com o desempenho de Tan e convidou-a para participar da peça O Outro Lado da Mesa do Professor, com notável êxito.
Em 2000, Tan usou suas economias para criar a Dream Academy, uma empresa independente de arte e entretenimento. Desde então, a Dream Academy produziu as séries Crazy Christmas, Happy Ever Laughter, Broadway Beng, Meenah and Cheenah, The Hossan Leong Show e o trio de comédia Dim Sum Dollies em 2002.
Como atriz, ela integrou o elenco da produção televisiva de Singapura, Under One Roof, entre 1999 e 2003. Participou do filme britânico Rogue Trader, no filme de comédia I Not Stupid (2002), no filme de Jack Neo de 2007, Just Follow Law, e no aclamado filme Crazy Rich Asians, do diretor Jon M. Chu, em 2018.

## Vida pessoal
Tan foi casada com o advogado John Pok em 2005. Eles tiveram um filho.